# Янгул
Янгу́л (укр. Янгул, крымскотат. Yanğul, Янгъул) — солёное озеро, расположенное на севере Красноперекопского района. Площадь — 2,85, 2,8, 2,44 км². Тип общей минерализации — солёное. Происхождение — лиманное. Группа гидрологического режима — бессточное. Другие названия: Айгульское, Чюрюмское, Айгул, Чюрюм.

## География
Входит в Перекопскую группу озёр. Площадь водосборного бассейна — 10,3 км². Длина — 2,5 км. Ширина средняя — 1,1 км, макс. — 1,2 км. Глубина средняя — 0,23 м, наибольшая — 0,7 м. Высота над уровнем моря: −0,6 м, −0,4 м. Ближайший населённый пункт — село Карпова Балка, расположенное юго-западнее озера.
Озёрная котловина водоёма продолговато-овальной формы, вытянутая с северо-запада на юго-восток. Берега пологие, за исключением западного — обрывистые высотой 6-7 м (без пляжей). Реки не впадают, на юго-западе впадает сухоречье, имеющее воронкообразное устье. В устье сухоречья сооружена земляная плотина длиной 450 м и шириной по верху 3 м, регулирующая уровень воды в озере, и преграждает поступление вод сухоречья. С заливом Сиваш соединено каналом. Рапа озера хлоридно-кальциевого типа. Солёность летом 300–320 ‰. Озеро самосадное, мощность слоя соли достигает 10–15 м.
Южнее озера расположено Красное озеро. На южном берегу расположена насосная станция, а также проходит автодорога с твердым покрытием с села Карпова Балка в сторону залива Сиваш, где созданы площадки производства рассола. Загрязнено от деятельности химической промышленности.
Среднегодовое количество осадков — около 400 мм. Питание: поверхностные и подземные воды Причерноморского артезианского бассейна.